# Hårby, Frustuna

Hårby är en herrgård i Frustuna socken, Gnesta kommun vid sjön Sillens västra strand.
Hårby omtalas i skriftliga handlingar första gången 1451. Efter att en tid ha varit säteri på 1600-talet lades jorden under bruk av ett flertal arrendebönder. Rester av deras gårdar finns kvar i form av en parstuga vid Sörgården i Hårby och två parstugor i anslutning till den senare ekonomigården. Senare blev Hårby åter herrgård, och en ståndsmässig huvudbyggnad uppfördes vid den så kallade Ladbacken omkring 1870. En park med gamla ekar, Djurgården anlades söder om herrgården.
Gården härstammar med allt av döma från järnåldern. Vilket gravfält som tillhört gården är osäkert, men möjligen ett från yngre järnålder norr om Malleberg.